# Liste der Biografien/Maw
Liste der Biografien |
Portal Biografien |
Personensuche
# |
A |
B |
C |
D |
E |
F |
G |
H |
I |
J |
K |
L |
M |
N |
O |
P |
Q |
R |
S |
T |
U |
V |
W |
X |
Y |
Z |
?
 
Ma |
Mb |
Mc |
Md |
Me |
Mf |
Mg |
Mh |
Mi |
Mj |
Mk |
Ml |
Mm |
Mn |
Mo |
Mp |
Mq |
Mr |
Ms |
Mt |
Mu |
Mv |
Mw |
Mx |
My |
Mz
 
Maa |
Mab |
Mac |
Mad |
Mae |
Maf |
Mag |
Mah |
Mai |
Maj |
Mak |
Mal |
Mam |
Man |
Mao |
Map |
Maq |
Mar |
Mas |
Mat |
Mau |
Mav |
Maw |
Max |
May |
Maz
Die Liste der Biografien führt alle Personen auf, die in der deutschsprachigen Wikipedia einen Artikel haben. Dieses ist eine Teilliste mit 50 Einträgen von Personen, deren Namen mit den Buchstaben „Maw“ beginnt.

## Maw
- Maw, Gerlach (1622–1681), deutscher Kupfermeister und mehrfacher Bürgermeister der Reichsstadt Aachen
- Maw, Herbert B. (1893–1990), US-amerikanischer Politiker
- Maw, Mathias (1642–1709), deutscher Kommunalpolitiker und Bürgermeister der Reichsstadt Aachen
- Maw, Nicholas (1935–2009), britischer Komponist

### Mawa
- Mawae, Kevin (* 1971), US-amerikanischer American-Football-Spieler, -Funktionär und aktiver -Trainer
- Mawan, Vountus Indra (* 1989), malaysischer Badmintonspieler
- Māwardī, Al- (972–1058), islamischer Rechtsgelehrter
- Mawas, Mahmoud al- (* 1993), syrischer Fußballspieler
- Mawatani, Nanata (* 1937), deutsche Schriftstellerin
- Mawatari, Chiaki (* 1967), japanischer Tubist (vor allem im Jazz)
- Mawatari, Hiroki (* 1994), japanischer Fußballspieler
- Mawatari, Junki (* 1996), japanischer Fußballspieler
- Mawatari, Kazuaki (* 1991), japanischer Fußballspieler

### Mawb
- Mawby, Colin (1936–2019), britischer Organist, Chorleiter and Komponist

### Mawd
- Mawdsley, Betsy (* 1988), kanadische Biathletin
- Mawdsley, Evan (* 1945), US-amerikanischer Historiker und Professor an der Universität von Glasgow
- Mawdsley, Sharlene (* 1998), irische Sprinterin

### Mawe
- Mawe Sengge (1186–1247), Geistlicher der Shiche-Schule
- Mawejje, Brolin (* 1992), US-amerikanisch-ugandischer Snowboarder
- Mawem, Bassa (* 1984), französischer Sportkletterer
- Mawem, Mickaël (* 1990), französischer Sportkletterer
- Maweni, Sunday (* 1959), botswanischer Mittelstreckenläufer
- Mawere, Moses (* 1980), sambischer Politiker
- Mawet, Emile (1884–1967), belgischer Komponist und Cellist
- Mawet, Frédéric (* 1977), belgischer Badmintonspieler

### Mawh
- Mawhin, Jean (* 1942), belgischer Mathematiker
- Mawhinney, Brian (1940–2019), britischer Politiker (Conservative Party), Mitglied des House of Commons

### Mawi
- Mawi, Safruddin (* 1964), indonesischer Bogenschütze
- Mawick, Ernst (1902–1979), deutscher Verwaltungsjurist
- Mawil (* 1976), deutscher Comic-ZeichnerMawil (* 1976)

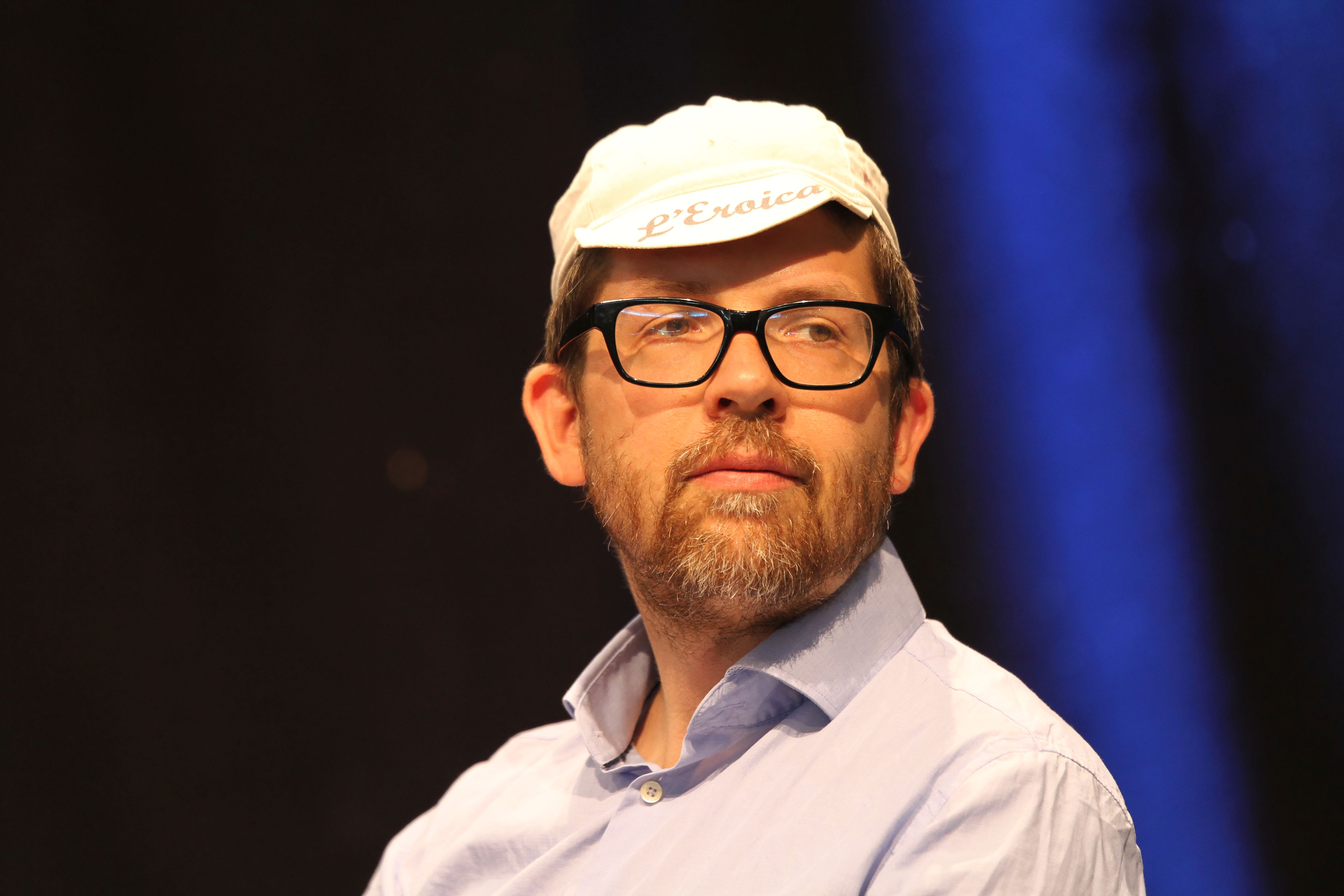
Mawil (* 1976)

- Mawissa, Christian (* 2005), französisch-kongolesischer Fußballspieler

### Mawl
- Mawlanow, Roman (* 1994), russischer Automobilrennfahrer
- Mawlawi, Bassam, libanesischer Jurist und Politiker
- Mawle, Joseph (* 1974), britischer SchauspielerJoseph Mawle (* 1974)

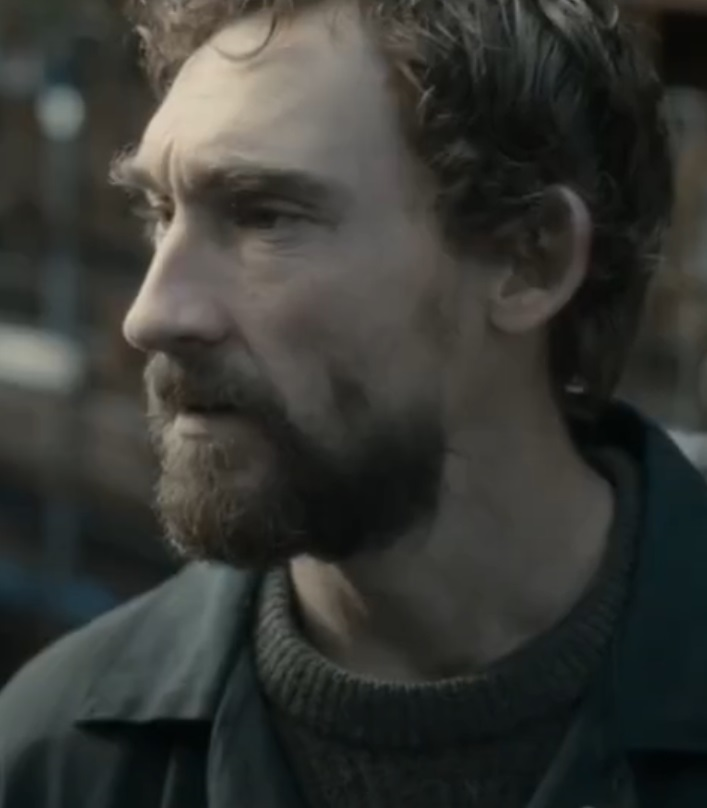
Joseph Mawle (* 1974)

- Mawlejew, Jewgeni Wassiljewitsch (1948–1995), russischer Etruskologe
- Mawlichanow, Umjar Abdullowitsch (1937–1999), sowjetischer Säbelfechter
- Mawljanowa, Chanifa Muchiddinowna (1924–2010), sowjetische bzw. tadschikische Sopranistin und Musikpädagogin

### Mawr
- Mawrina, Tatjana Alexejewna (1900–1996), russisch-sowjetische Künstlerin
- Mawrodi, Sergei Pantelejewitsch (1955–2018), russischer Unternehmer, Gründer der Finanzpyramide MMM
- Mawrodiewa, Radoslawa (* 1987), bulgarische Kugelstoßerin

### Maws
- Mawson, Alfie (* 1994), englischer Fußballspieler
- Mawson, Andrew, Baron Mawson (* 1954), britischer Politiker, Geistlicher und Manager
- Mawson, Douglas (1882–1958), australischer Polarforscher
- Mawson, Joey (* 1996), australischer Automobilrennfahrer
- Mawson, Patricia Marietje (1915–1999), australische Parasitologin

### Mawu
- Mawuena, Kodjovi (* 1959), togoischer Fußballtrainer
- Mawuena, Kwame (* 1992), togoischer Fußballspieler
- Mawugbe, Selom (* 1998), US-amerikanischer Basketballspieler
- Mawule Kouto, Julien (1946–2015), togoischer Geistlicher, Bischof von Atakpamé
- Mawut, James Ajongo (1961–2018), südsudanesischer Rebellenführer und Militär